# فرودگاه کولومیه – ووآزن
فرودگاه کُلُمیِه-ووآزَن (به انگلیسی: Coulommiers – Voisins Aerodrome) (به زبان بومی: Aérodrome de Coulommiers - Voisins) یک فرودگاه همگانی با کد یاتا XWA است که یک باند فرود بتن و آسفالت دارد و طول باند آن ۱۴۰۰ متر است. این فرودگاه در کشور فرانسه قرار دارد و در ارتفاع ۱۴۳ متری از سطح دریا واقع شده‌است.